# Kondemnation
Eine Kondemnation (lateinisch condemnare für „verdammen“) ist eine öffentlich erklärte Ächtung. 
Verschiedene Organisationen sprachen oder sprechen solche Ächtungen aus:
- religiöse Autoritäten wie der Papst mit den sogenannten „Bullen“,
- staatliche Autoritäten im Mittelalter (mit der Erklärung von Personen z. B. zu „Vogelfreien“),
- supranationale Organisationen wie die UN, die z. B. das Regime Nigerias zur Zeit des Militärdiktators Sani Abacha mit Kondemnation belegte.

Mit der Kondemnation werden 
- neben der Begründung für sie
- in aller Regel auch Verhaltens-Empfehlungen für Personen und Unternehmen genannt, 
  - insbesondere keinen Umgang mit der inkriminierten Person oder Institution zu pflegen,
  - ihnen keine Hilfe zu leisten,
- sowie Folgen benannt, die die Kondemnation aussprechende Institution gegen Personen, Institutionen und Unternehmen in dem Fall verhängen wird, dass diese der Ächtung und ihren Bedingungen keine Folge leisten.

## Seefahrt
Unter Kondemnation versteht man in der zivilen Seefahrt die Feststellung der Reparaturunfähigkeit oder -unwürdigkeit eines Seeschiffes durch einen Sachverständigen, eventuell unter Hinzuziehung des Konsuls. Die Kondemnation gibt dem Kapitän in der Regel das Recht zum Notverkauf von Schiff und Ladung.

## Kriegsrecht
Im Kriegsfalle ist unter Kondemnation die Verurteilung aufgebrachter Schiffe und Waren durch ein Prisengericht und die Entscheidung anzusehen, dass die Fortnahme zu Recht besteht.